# Виолончель Дюпора

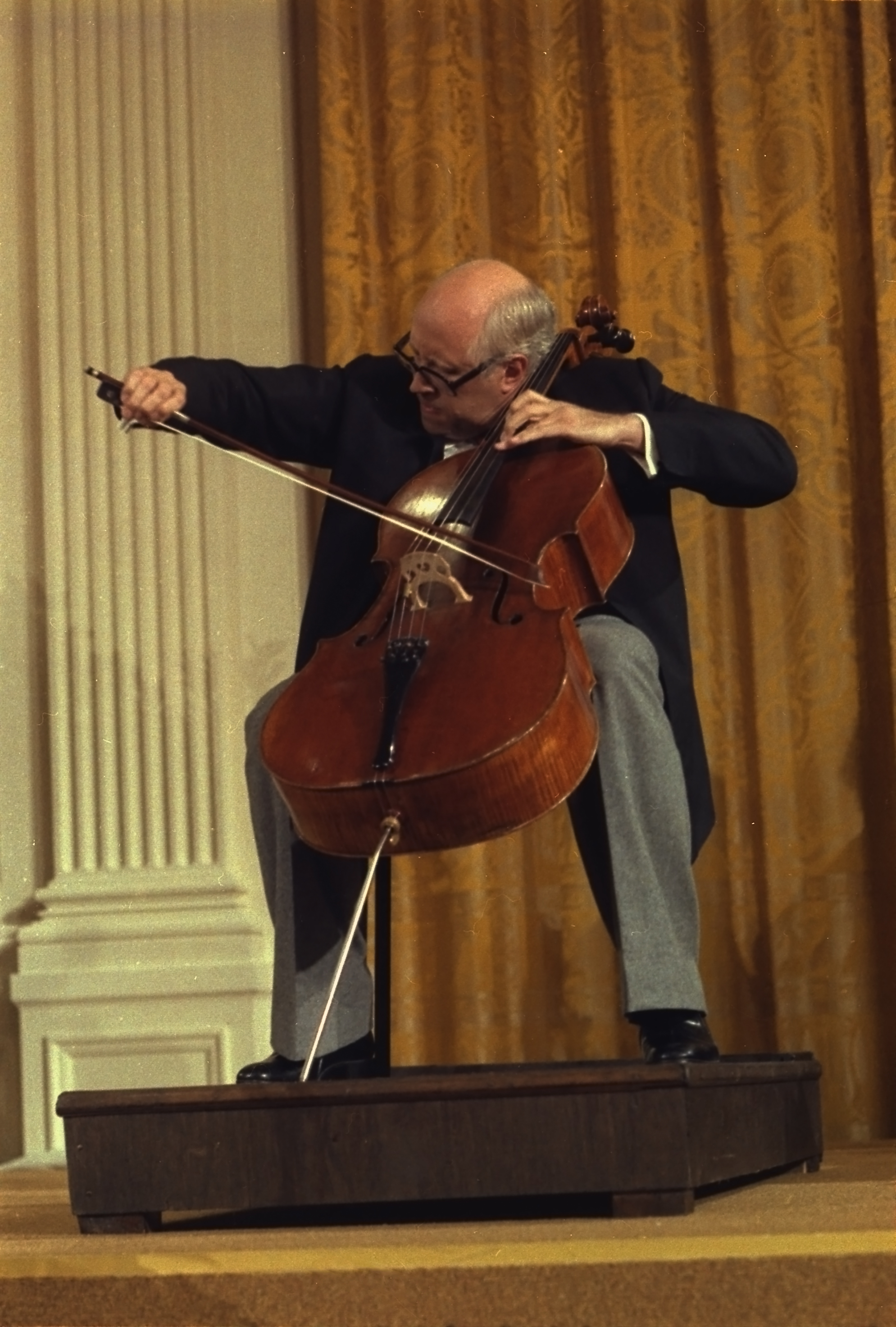
Ростропович с виолончелью Дюпора, 1978 год.

Страдива́ри Дюпо́ра (итал. Stradivari Duport) — антикварная виолончель кремонского мастера Антонио Страдивари (1711), самая дорогая из ныне существующих виолончелей.
Получила своё название в честь выдающегося виолончелиста Жана-Луи Дюпора, который владел инструментом вплоть до своей смерти в 1819 году, после чего виолончель перешла к его старшему брату Жан-Пьеру.
На инструменте имеется царапина, которую, по легенде, оставил шпорами пытавшийся сыграть на нём Наполеон. В 1843 году приобретена виртуозом Франкоммом у сына Дюпора-старшего за рекордную по тем временам сумму в 22 тысячи франков.
Некоторое время принадлежала коллекционеру музыкальных инструментов барону Иоганну Кнопу, затем несколько раз меняла своих владельцев.
С 1974 по 2007 год на виолончели Дюпора играл Мстислав Ростропович, который называл этот инструмент своей «любовницей». Сообщения о том, что после смерти маэстро «Дюпор» был приобретён Японской музыкальной ассоциацией за 20 млн долларов, были опровергнуты наследниками музыканта.
Французский скрипичный мастер Вильом (1798—1875) принял «Дюпор» за эталон для своих инструментов.